# Ardhendu Bhushan Bardhan
Ardhendu Bhushan Bardhan (em marata: अर्धेन्दु भूषण वर्धन) (Barisal, 25 de setembro de 1924 – Deli, 2 de janeiro de 2016) ou A. B. Bardhan, foi um ex-secretário geral do Partido Comunista da Índia, um dos mais antigos partidos políticos da Índia.